# Сонячна батарея

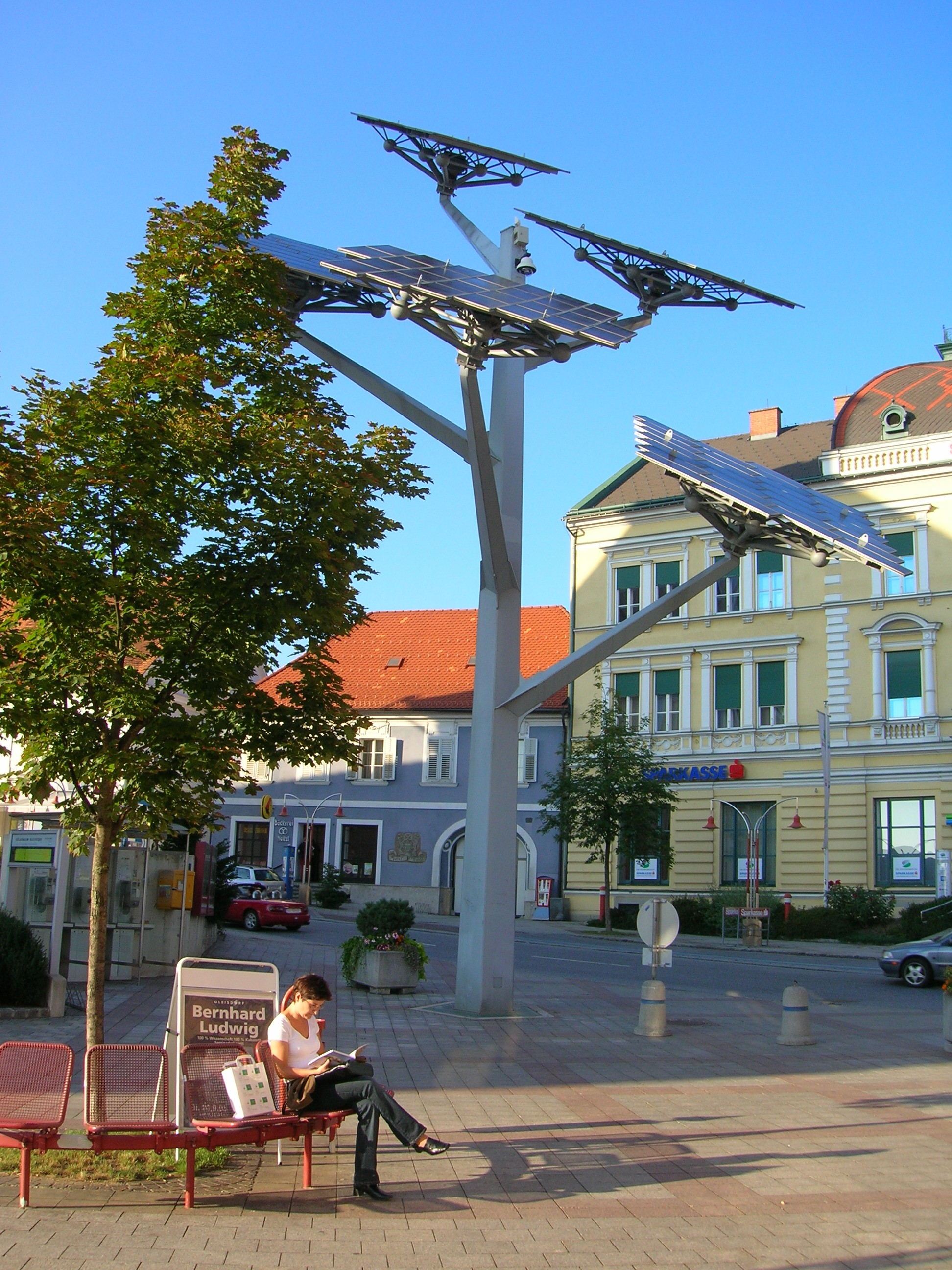
Дерево з сонячних панелей в Глайсдорфі (Австрія)

Сонячні панелі — об'єднання фотоелектричних перетворювачів (фотоелементів) — напівпровідникових пристроїв, що прямо перетворюють сонячну енергію в постійний електричний струм, на відміну від сонячних колекторів, які нагрівають матеріал — теплоносій.
Різні пристрої, що дають змогу перетворювати сонячне випромінювання в теплову та електричну енергію, є об'єктом дослідження геліоенергетики (від грец. Ήλιος — Сонце). Виробництво фотоелектричних елементів і сонячних колекторів розвивається в різних напрямках. Сонячні панелі бувають різного розміру: від вбудованих у мікрокалькулятори до таких, що займають дахи автомобілів і будинків.
Зазвичай до складу сонячної електростанції входить одна або більше сонячних панелей, інвертор, а в деяких випадках — акумулятор і сонячний трекер.

## Історія
У 1842 році Олександр Едмон Беккерель відкрив ефект перетворення світла в електрику. Чарльз Фріттс почав використовувати для перетворення світла в електрику селен. Перші прототипи сонячних батарей створив італійський фотохімік Джакомо Луїджі Чамічан.
25 квітня 1948 року фахівці компанії Bell Laboratories заявили про створення на основі кремнію перших сонячних батарей для отримання електричного струму. Це відкриття зробили троє співробітників компанії — Кельвін Соулзер Фуллер (Calvin Souther Fuller), Деріл Чапін (Daryl Chapin) і Геральд Пірсон (Gerald Pearson). Ефективність їхньої сонячної батареї склала 6 %. Під час пресконференції батарея успішно служила джерелом енергії для іграшкового «колеса огляду» і радіопередавача. Уже через 10 років, 17 березня 1958 року, у США запущено супутник з використанням сонячних батарей — «Авангард-1». 
15 травня 1958 року в колишньому СРСР також було запущено супутник «Супутник-3» з використанням сонячних батарей.

## Використання

### Портативна електроніка

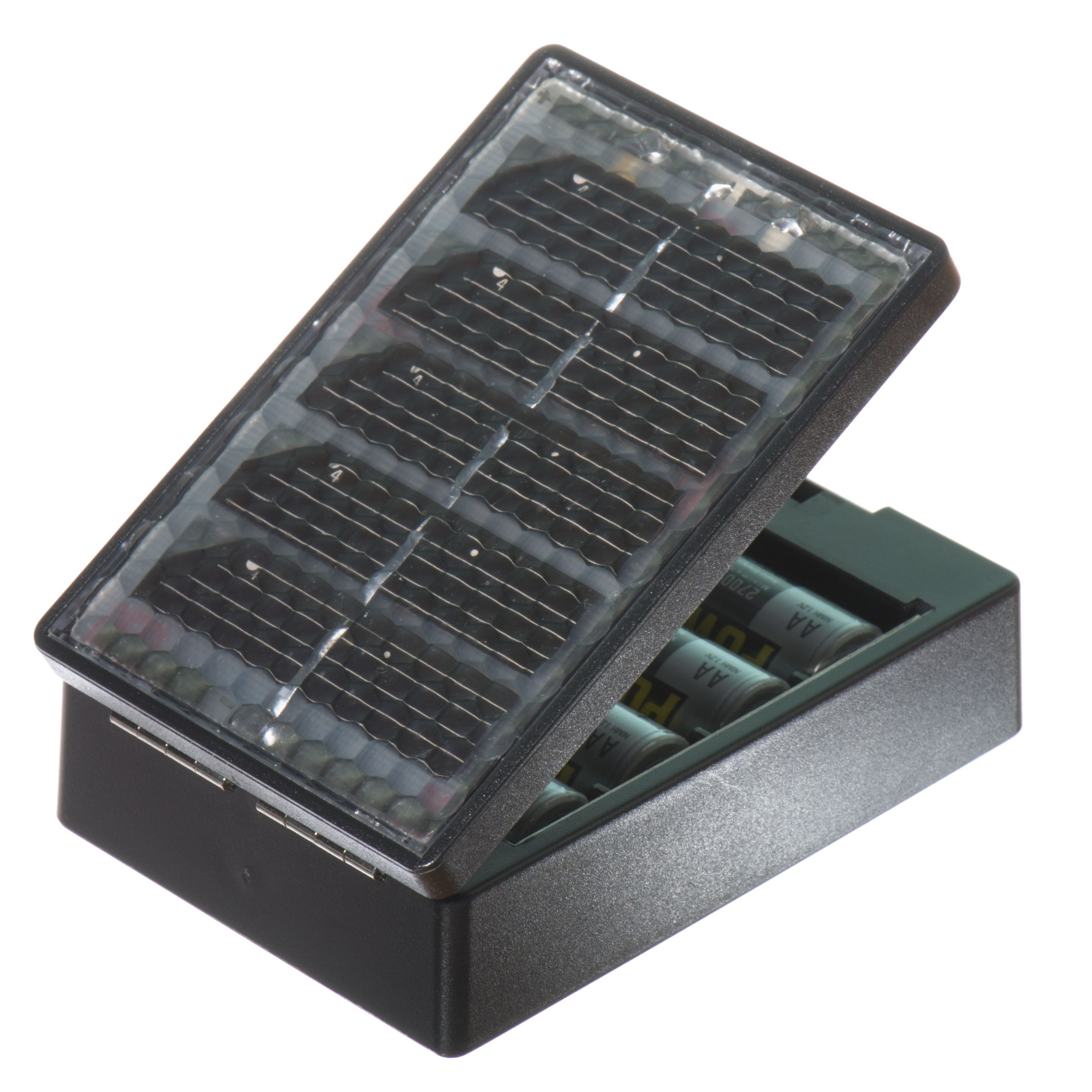
Зарядний пристрій

Для забезпечення електрикою та/або підзарядки акумуляторів різної побутової електроніки — калькуляторів, плеєрів, ліхтариків і т. ін.

### Електромобілі

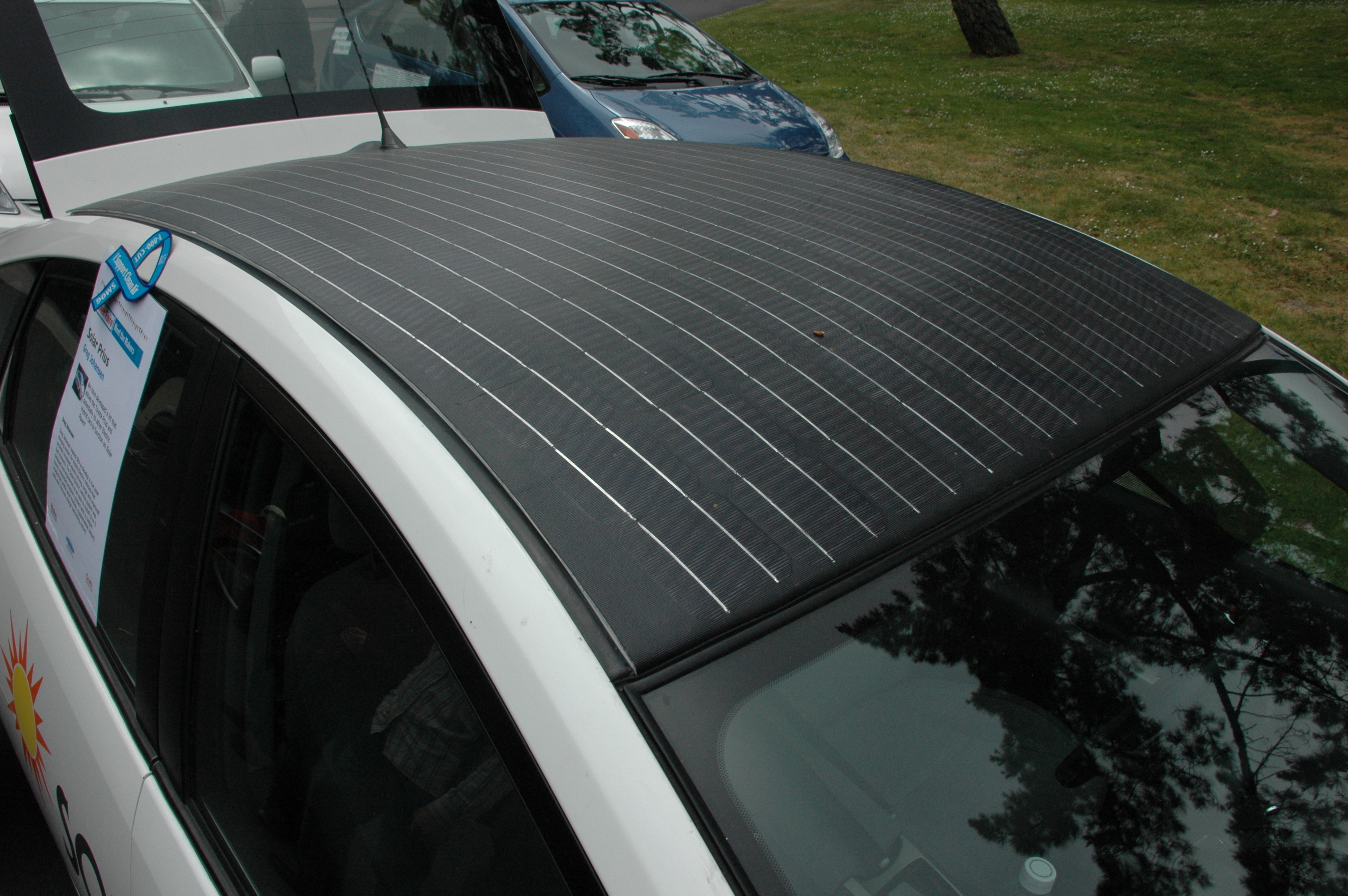
На даху автомобіля Prius, 2008

Для підзарядки електромобілів.

### Авіація
Одним із проєктів зі створення літака, що використовує виключно енергію сонця, є Solar Impulse.

### Енергозабезпечення будівель

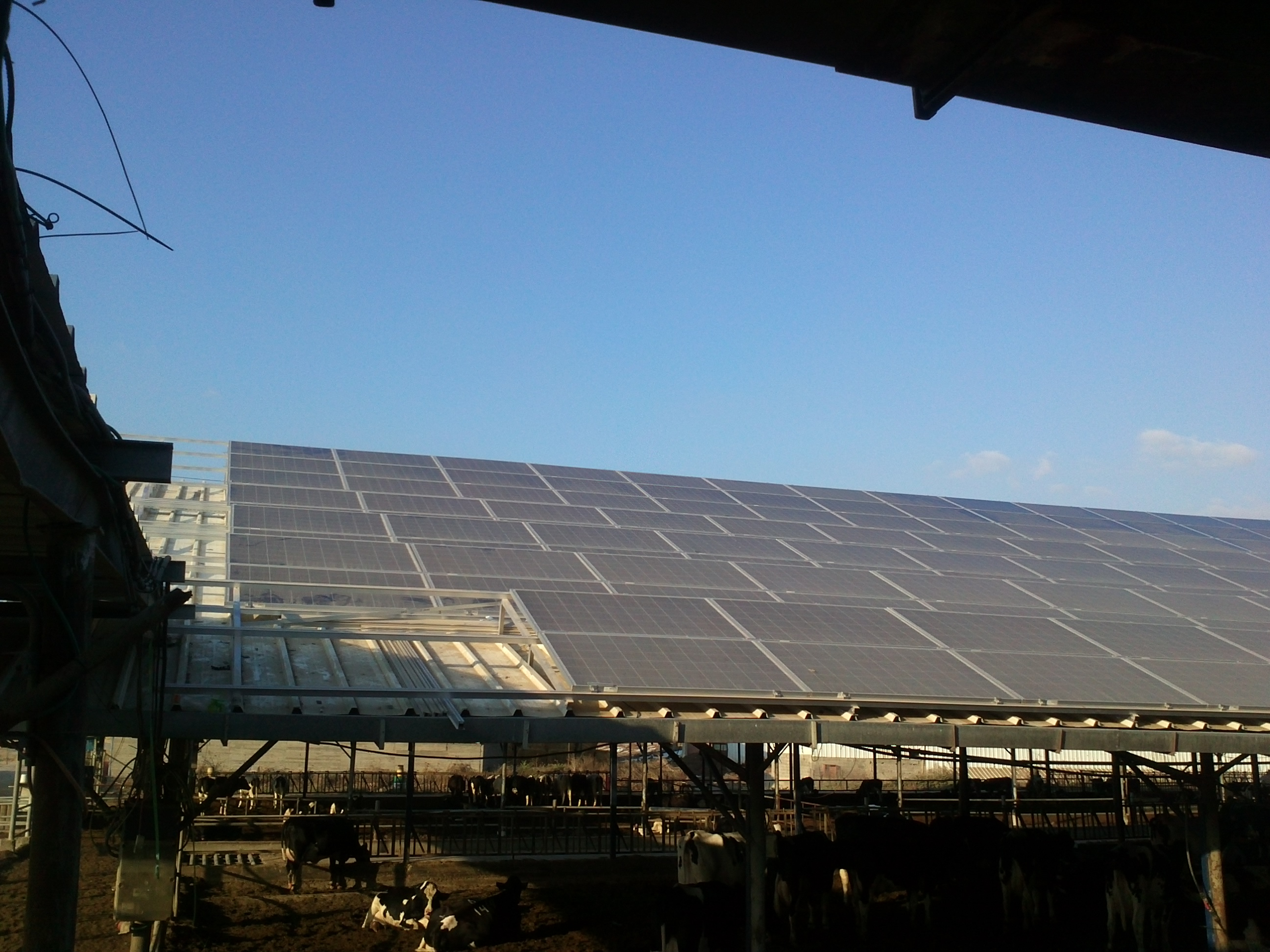
Сонячні панелі на даху корівника кібуцу Гезер (Ізраїль)

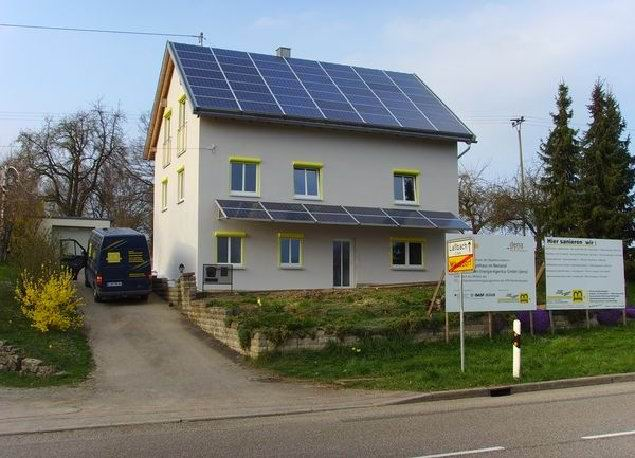
Сонячні панелі на даху будинку

Сонячні панелі великого розміру, як і сонячні колектори, широко використовуються в тропічних і субтропічних регіонах з великою кількістю сонячних днів. Особливо популярні в країнах Середземномор'я, де їх поміщають на дахах будинків.
Нові будинки Іспанії з березня 2007 року обладнують сонячними водонагрівачами, щоб самостійно забезпечувати від 30 % до 70 % потреб у гарячій воді, в залежності від місця розташування будинку та очікуваного споживання води. Нежитлові будівлі (торгові центри, госпіталі і т. д.) повинні мати фотоелектричне обладнання.
Нині перехід на сонячні панелі викликає багато критики серед людей. Це обумовлено підвищенням цін на електроенергію, захаращенням природного ландшафту. Противники критикують такий перехід, бо власники будинків і земельних ділянок, на яких встановлено сонячні панелі і вітряні електростанції, отримують субсидії від держави, а звичайні квартиронаймачі — ні. У зв'язку з цим Федеральне міністерство економіки Німеччини розробило законопроєкт який дозволить у найближчому майбутньому ввести пільги для орендарів, які проживають у будинках, які забезпечуються енергією, що надходить від фотовольтаїчних установок або блокових теплових електростанцій. Разом з виплатою субсидій власникам будинків, які використовують альтернативні джерела енергії, планується виплачувати дотації квартиронаймачам у цих будинках.

### Енергозабезпечення населених пунктів

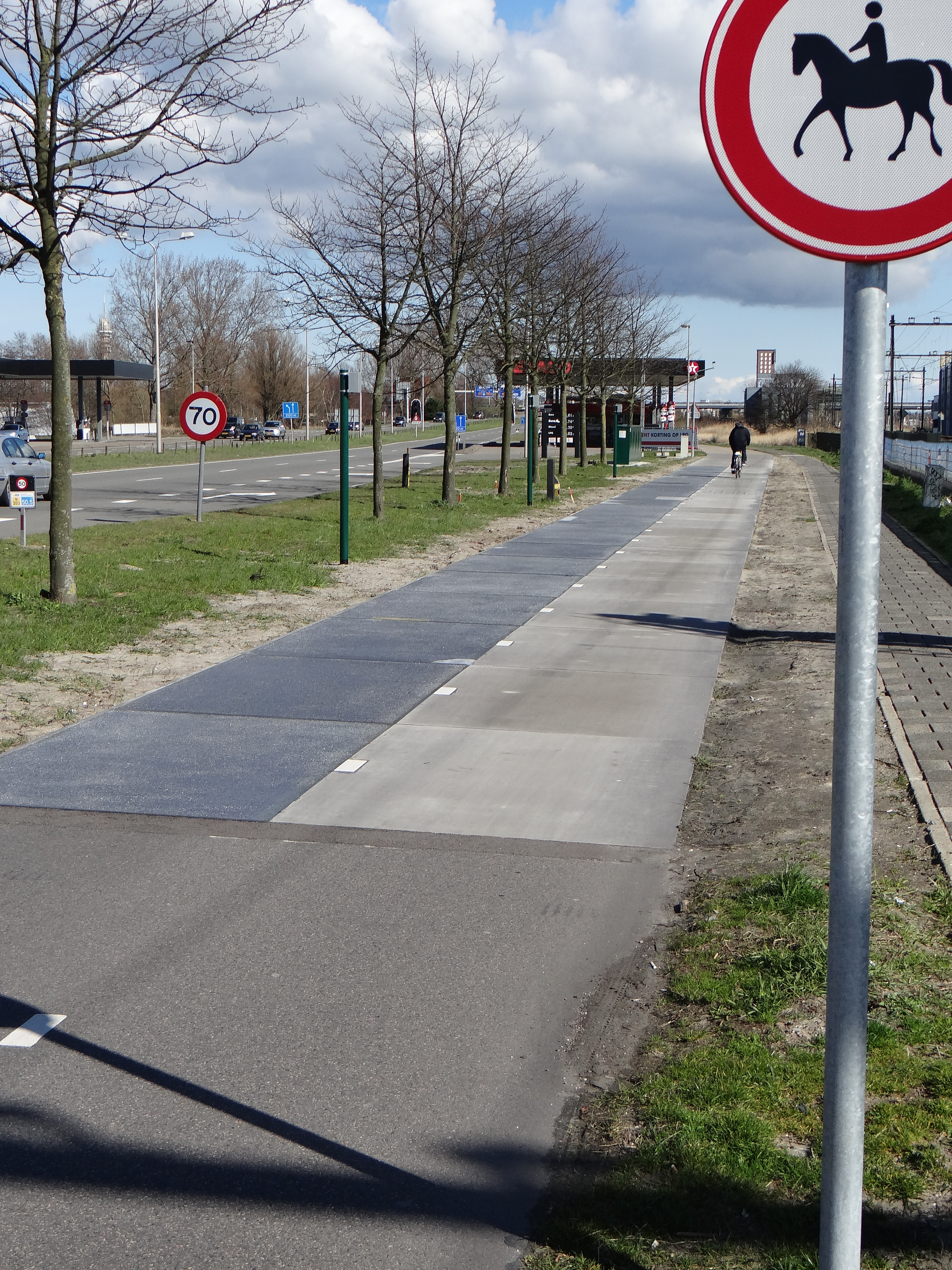
Велосипедна доріжка в містечку Кроммені (Нідерланди), створена із сонячних батарей

### Дорожне покриття
Сонячні батареї як дорожнє покриття:
- У 2014 році в Нідерландах відкрилася перша в світі велодоріжка із сонячних батарей.
- У 2016 році міністр екології та енергетики Франції Сеголен Руаяль заявила про плани побудувати 1000 км автодоріг із вбудованими ударо- і термостійкими сонячними панелями. Передбачається, що 1 км такої дороги зможе забезпечувати електроенергетичні потреби 5000 людей (без урахування опалення)[5].
- У лютому 2017 року в нормандському селі Tourouvre-au-Perche французький уряд відкрив дорогу із сонячних батарей. Кілометрову ділянку дороги обладнали 2880 сонячними панелями. Таке дорожнє покриття забезпечить електроенергією вуличні ліхтарі села. Панелі щороку вироблятимуть 280 мегават-годин електроенергії. Будівництво відрізка дороги обійшлося в 5 мільйонів євро[6].
- Також використовуються для живлення автономних світлофорів на дорогах[7].

### Використання в космосі

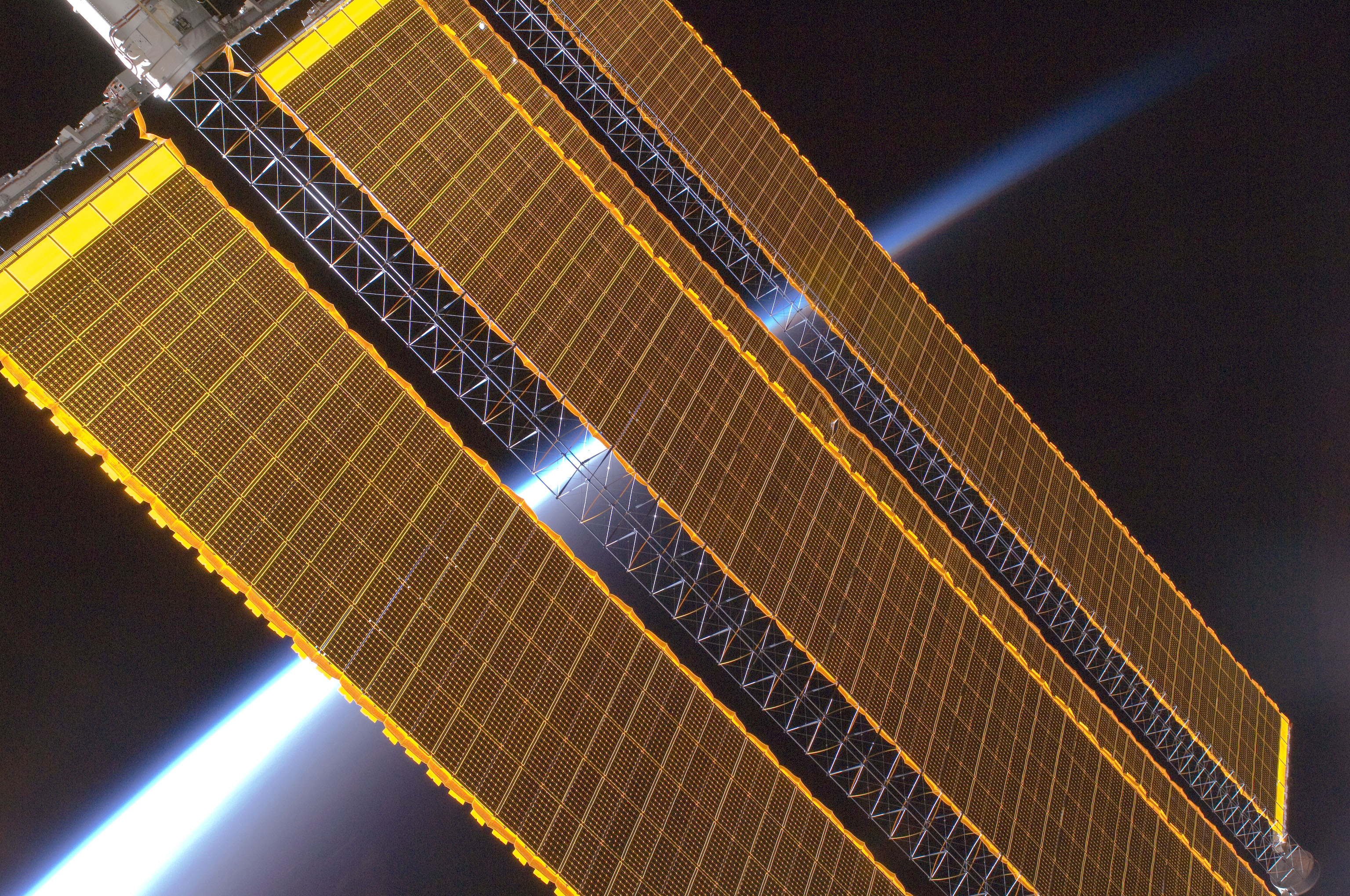
Сонячна батарея на МКС

Сонячні батареї — один з основних способів отримання електричної енергії на космічних апаратах: вони працюють довгий час без витрати будь-яких матеріалів, і водночас є екологічно безпечними, на відміну від ядерних і радіоізотопних джерел енергії.
Однак при польотах на великій відстані від Сонця їх використання стає проблематичним, бо потік сонячної енергії обернено пропорційний квадрату відстані від Сонця. На Марсі потужність сонячних батарей вдвічі менша, ніж на Землі, а біля далеких планет гігантів Сонячної системи потужність падає настільки, що робить сонячні батареї майже повністю марними. При польотах до внутрішніх планет, Венери і Меркурія, потужність сонячних батарей навпаки, значно зростає: в районі Венери у 2 рази, а в районі Меркурія в 6 разів.

### Використання в медицині
Південнокорейські вчені розробили підшкірну сонячну батарею. Мініатюрне джерело енергії можна імплантувати під шкіру людини з метою безперебійного забезпечення роботи приладів, імплантованих у тіло, наприклад, кардіостимулятора. Така батарея в 15 разів тонша від волосини і може заряджатися, якщо навіть на шкіру нанесено сонцезахисний засіб.

## Ефективність фотоелементів і модулів
Потужність потоку сонячного випромінювання на вході в атмосферу Землі (AM0), становить близько 1366 ват на квадратний метр (див. також AM1, AM1.5, AM1.5G, AM1.5D). Водночас питома потужність сонячного випромінювання в Європі в дуже хмарну погоду навіть удень може бути менше 100 Вт/м². За допомогою поширених промислово вироблених сонячних батарей можна перетворити цю енергію в електрику з ефективністю 9—24 %. У 2020 році ціна на сонячні панелі, залежно від типу і потужності панелі, впала до 0,15 — 0,33 дол./Вт. У 2019 році собівартість електрики, що генерується промисловими сонячними станціями, досягла 0,068 дол. за кВт·год. У 2021 році гуртова ціна на сонячні елементи знизилася до 0,07—0,08 дол./Вт.
Фотоелементи і модулі діляться залежно від типу: монокристалічні, полікристалічні, аморфні (гнучкі, плівкові).
У 2009 році компанія Spectrolab (дочірня фірма Boeing) продемонструвала сонячний елемент із ефективністю 41,6 %. У січні 2011 року очікувалося надходження на ринок сонячних елементів цієї фірми з ефективністю 39 %. У 2011 році каліфорнійська компанія Solar Junction домоглася ККД фотоелемента розміром 5,5 × 5,5 мм 43,5 %, що на 1,2 % перевищило попередній рекорд.
У 2012 році компанія Morgan Solar створила систему Sun Simba з поліметилметакрилату (оргскла), германію та арсеніду галію, об'єднавши концентратор із панеллю, на якій встановлено фотоелемент. ККД системи при нерухомому положенні панелі склав 26—30 % (залежно від пори року і кута, під яким розташоване Сонце), удвічі перевищивши практичний ККД фотоелементів на основі кристалічного кремнію.
У 2013 році компанія Sharp створила тришаровий фотоелемент розміром 4 × 4 мм на індій-галій-арсенідній основі з ККД 44,4 %, а група фахівців із Інституту систем сонячної енергії товариства Фраунгофера, компаній Soitec, CEA-Leti і Берлінського центру імені Гельмгольца створили, використавши лінзи Френеля, фотоелемент з ККД 44,7 %, перевершивши власне досягнення — 43,6 %. У 2014 році Інститут сонячних енергосистем Фраунгофера створив сонячні батареї, в яких завдяки фокусуванню лінзою світла на дуже маленькому фотоелементі ККД склав 46 %.
У 2014 році іспанські вчені розробили фотоелектричний елемент із кремнію, здатний перетворювати на електрику інфрачервоне випромінювання Сонця.
Перспективним напрямком є створення фотоелементів на основі наноантен, що працюють на безпосередньому випрямленні струмів, які наводить у антені малих розмірів (близько 200—300 нм) світло (тобто електромагнітне випромінювання з частотою близько 500 ТГц). Наноантени не вимагають дорогої сировини для виробництва і мають потенційний ККД до 85 %.
Також у 2018 році, з відкриттям флексо-фотовольтаїчного ефекту, виявлено можливість збільшення ККД фотоелементів. За рахунок продовження життя гарячих носіїв (електронів) теоретичну межу їх ефективності підняли від 34 відразу до 66 %.
| Тип                                      | Коефіцієнт фотоелектричного перетворення, % |
| ---------------------------------------- | ------------------------------------------- |
| Кремнієві                                | 24,7                                        |
| Si (кристалічний)                        | 24,7                                        |
| Si (полікристалічний)                    | 24,7                                        |
| Si (тонкоплівкова передача)              | 24,7                                        |
| Si (тонкоплівковий субмодуль)            | 10,4                                        |
| III-V                                    |                                             |
| GaAs (кристалічний)                      | 25,1                                        |
| GaAs (тонкоплівковий)                    | 24,5                                        |
| GaAs (полікристалічний)                  | 18,2                                        |
| InP (кристалічний)                       | 21,9                                        |
| Тонкі плівки халькогенідів               |                                             |
| CIGS (фотоелемент)                       | 19,9                                        |
| CIGS (субмодуль)                         | 16,6                                        |
| CdTe (фотоелемент)                       | 16,5                                        |
| Аморфний / нанокристалічний кремній      |                                             |
| Si (аморфний)                            | 9,5                                         |
| Si (нанокристалічний)                    | 10,1                                        |
| Фотохімічні                              |                                             |
| На базі органічних барвників             | 10,4                                        |
| На базі органічних барвників (субмодуль) | 7,9                                         |
| Органічні                                |                                             |
| органічний полімер                       | 5,15                                        |
| Багатошарові                             |                                             |
| GaInP / GaAs / Ge                        | 32,0                                        |
| GaInP / GaAs                             | 30,3                                        |
| GaAs / CIS (тонкоплівковий)              | 25,8                                        |
| a-Si / mc-Si (тонкий субмодуль)          | 11,7                                        |

## Фактори, що впливають на ефективність фотоелементів
Особливості будови фотоелементів викликають зниження продуктивності панелей з ростом температури.
Часткове затемнення панелі викликає падіння вихідної напруги через втрати в неосвітленому елементі, який починає виступати як паразитне навантаження. Позбутися цього недоліку можна, встановивши на кожен фотоелемент панелі байпас. У хмарну погоду за відсутності прямих сонячних променів вкрай неефективними стають панелі, у яких для концентрування випромінювання використовуються лінзи, оскільки зникає ефект лінзи.
З робочої характеристики фотоелектричної панелі видно, що для досягнення найбільшої ефективності потрібен правильний підбір опору навантаження. Для цього фотоелектричні панелі не підключають безпосередньо до навантаження, а використовують контролер керування фотоелектричними системами, що забезпечує оптимальний режим роботи панелей.

## Недоліки сонячної електроенергетики
- Необхідність використання великих площ.
- Сонячна електростанція не працює вночі і недостатньо ефективно працює у вечірніх сутінках, тоді як пік електроспоживання припадає саме на вечірні години.
- Попри екологічну чистоту отримуваної енергії, самі фотоелементи можуть містити отруйні речовини[30].

Сонячні електростанції зазнають критики через високі витрати, а також унаслідок низької стабільності комплексних галогенідів свинцю і токсичності цих сполук. Нині ведуться активні розробки безсвинцевих напівпровідників для сонячних батарей, наприклад на основі бісмуту і сурми.
Через низьку ефективність, яка в кращому випадку досягає 20 %, сонячні батареї сильно нагріваються. Решта 80 % енергії сонячного світла нагрівають сонячні батареї до середньої температури близько 55 °C. Зі збільшенням температури фотогальванічного елемента на 1° його ефективність падає на 0,5 %. Активні елементи систем охолодження (вентилятори або насоси), які перекачують холодоагент, споживають значну кількість енергії, вимагають періодичного обслуговування і знижують надійність усієї системи. Пасивні системи охолодження мають дуже низьку продуктивність і не можуть впоратися із охолодженням сонячних батарей.

## Виробництво сонячних модулів
Дуже часто одиничні фотоелементи не виробляють достатньої потужності. Тому певну кількість фотоелементів з'єднують у так звані фотоелектричні сонячні модулі. Їх збирання можна повністю автоматизувати.

### П'ятірка найбільших виробників
Найбільші виробники фотоелектричних елементів (за сумарною потужністю) у 2020 році.
1. LONGi
2. Jinko Solar[en]
3. Trina Solar
4. JA Solar
5. Canadian Solar

## Інновації
Системна діяльність, спрямована на реалізацію досягнень науково-технічного прогресу та їх удосконалень, що сприяє кількісним та якісним змінам у створенні, виробництві та експлуатації сонячних батарей — є результатом інноваційного наукового пошуку в багатьох країнах світу.
На початок 2023 року перовськітові сонячні батареї з активною площею 1 см², які розробила команда вчених із Національного університету Сінгапуру, досягли світового рекорду ефективності — 24,35 %. Це досягнення прокладає шлях до дешевших, ефективніших і довговічніших сонячних батарей. Відомо, що перовськіти — це клас матеріалів, які демонструють високу ефективність поглинання світла та легкість виготовлення, що робить їх перспективними для застосування в сонячних елементах. За останнє десятиліття технологія перовськітових сонячних батарей досягла кількох проривів і продовжує розвиватися.
У 2024 році вченими здійснено справжній прорив у розробці сонячних панелей. За повідомленням ресурсу Econews, нові прозорі панелі ближнього інфрачервоного діапазону NISC можуть виробляти в 1000 разів більше енергії, ніж стандартні. Щоб реалізувати потенціал NISC на основі TMD, вчені зосередилися на взаємодії між оксидом індію і олова (ITO), широко використовуваним прозорим напівпровідником — і дисульфідом вольфраму (WS₂), фотоактивним матеріалом. Таке поєднання забезпечило видиму прозорість близько 70-79 %, що дало змогу інтегрувати панелі в різноманітні поверхні, не перешкоджаючи світлу.